# Jogomulyo (Buayan)
Jogomulyo is een bestuurslaag in het regentschap Kebumen van de provincie Midden-Java, Indonesië. Jogomulyo telt 3034 inwoners (volkstelling 2010).